# Nick Symmonds
Nicholas (Nick) Symmonds (Blytheville, 30 december 1983) is een voormalige Amerikaanse middellangeafstandsloper. Hij was gespecialiseerd in de 800 m. Op de Olympische Spelen van 2008 in Peking bereikte hij de halve finale op de 800 m en op de Olympische Spelen van 2012 in Londen bereikte hij de vijfde plaats in de finale van de 800 m. Op de wereldkampioenschappen van 2013 won hij een zilveren medaille, ook op de 800 m. 
Hij is medeoprichter en CEO van Rungum, een bedrijf dat kauwgom met cafeïne produceert. In 2017, na zijn atletiekcarrière, startte hij een YouTube kanaal, dat nu meer dan 700.000 abonnees heeft.

## Titels
- Amerikaans kampioen 800 m - 2008, 2009, 2010, 2011, 2012, 2015
- Amerikaans indoorkampioen 800 m - 2007, 2010

## Persoonlijke records
Outdoor
| Onderdeel | Prestatie | Datum           | Plaats    |
| --------- | --------- | --------------- | --------- |
| 400 m     | 47,45     | 25 juli 2012    | Dublin    |
| 600 m     | 1.14,47   | 15 juni 2008    | Eugene    |
| 800 m     | 1.42,95   | 9 augustus 2012 | Londen    |
| 1000 m    | 2.16,35   | 3 juli 2010     | Eugene    |
| 1500 m    | 3.34,55   | 19 juli 2013    | Monaco    |
| 1 mijl    | 3.59,68   | 6 juni 2015     | Nashville |

Indoor
| Onderdeel | Prestatie | Datum            | Plaats       |
| --------- | --------- | ---------------- | ------------ |
| 600 m     | 1.16,89   | 16 februari 2013 | New York     |
| 800m      | 1.46,48   | 9 maart 2008     | Valencia     |
| 1000 m    | 2.18,87   | 15 februari 2014 | New York     |
| 1 mijl    | 4.01,21   | 9 februari 2007  | Fayetteville |